# Chiuso-aperto
L'approccio chiuso-aperto alla strutturazione di un brano musicale per chitarra, basso e batteria, molto comune in molti generi musicali, contrappone due "fasi": la prima, che coincide spesso con la strofa, in cui il suono è "compresso": le chitarre sono stoppate col palm muting, il charleston è chiuso e può "raddoppiare" ed il basso è "dritto": nella seconda fase, di solito il ritornello, le chitarre vengono fatte suonare più a lungo, il charleston è tenuto aperto mentre il basso "disegna" schemi ritmici più cadenzati.